# Rudens
Rudens este o comedie de Titus Macius Plautus. 
În Rudens sunt prezentate tribulațiile a două tinere sclave, supraviețuitoare ale unui naufragiu. Ele fug de stăpânul lor, Labrax. Sclavul Gripus pescuiește un cufăr al lui Labrax, pierdut în naufragiu, datorită căruia bătrânul Daemones, ajutat de sclavul Trachalio, descoperă că una dintre fete și anume Palaestra, este fiica lui, pierdută cu ani în urmă. Palaestra se căsătorește cu tânărul pe care îl iubea. 